# Sterling Airlines
Sterling Airlines fue una aerolínea con base en Copenhague, pero quebró el 29 de octubre de 2008.

## Flota
- Boeing 737-500/700/800: 26
- MD-83: 1